# Niedersächsisches Ministerium für Wirtschaft, Verkehr und Bauen

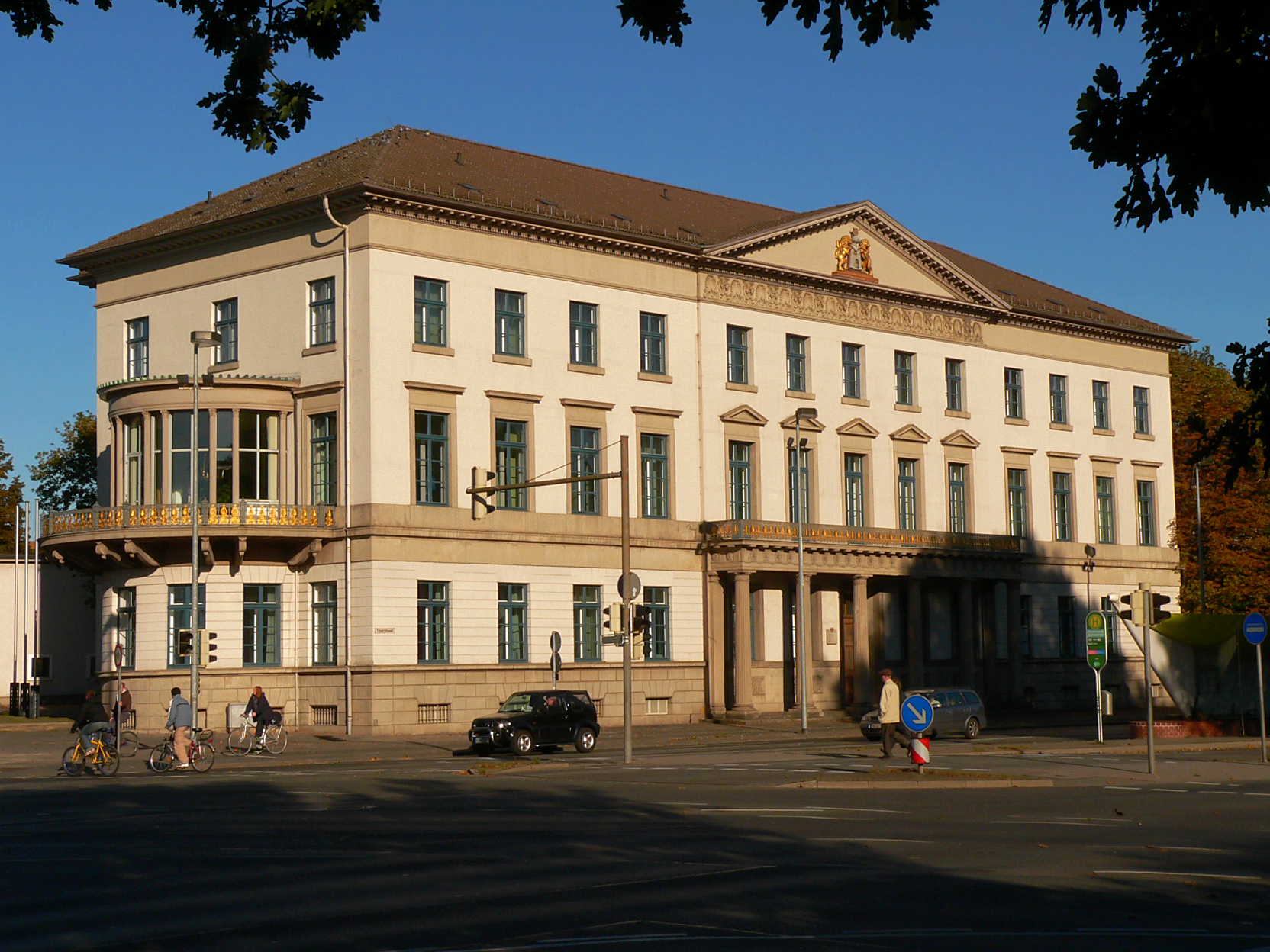
Sitz des Ministeriums im Wangenheimpalais

Das Niedersächsische Ministerium für Wirtschaft, Verkehr und Bauen ist eines von zehn Ministerien des Landes Niedersachsen. Es hat seinen Sitz im Wangenheimpalais am Friedrichswall in der Landeshauptstadt Hannover. Geleitet wird das Ministerium seit Mai 2025 von Grant Hendrik Tonne (SPD). Staatssekretär ist Matthias Wunderling-Weilbier.
Eine vollständige Auflistung der bisherigen niedersächsischen Wirtschaftsminister findet sich unter Liste der Wirtschaftsminister von Niedersachsen.

## Aufgaben
Hauptaufgaben sind die Wirtschaftspolitik und Wirtschaftsförderung, die Baupolitik und Verkehrspolitik des Landes Niedersachsen. Themen der Wirtschaftspolitik sind insbesondere die Mittelstandsförderung, der Tourismus, die Stärkung des Standorts Niedersachsen innerhalb Europas und die Förderung der Industrie. Bis Mai 2025 oblag dem Ministerium zudem das Ressort Digitalisierung, das im Zuge der Bildung des Kabinetts Lies zum Innenministerium wechselte.

## Organisation
Neben dem dem Minister direkt zugeordneten Referat Kommunikation – Medien- und Öffentlichkeitsarbeit, Marketing und Markenführung und der dem Staatssekretär zugeordneten Stabsstelle Transformation der Wirtschaft bestehen sechs Abteilungen im Ministerium:
- Abteilung Z: Planung und Zentrale Dienste
- Abteilung 1: Finanzen, Fördermanagement
- Abteilung 2: Mittelstand
- Abteilung 3: Industrie und maritime Wirtschaft
- Abteilung 4: Verkehr
- Abteilung 6: Städtebau und Wohnen

Von den sechs Abteilungen werden drei von Frauen geleitet.
Zum Geschäftsbereich des Ministeriums gehören das Landesamt für Bergbau, Energie und Geologie, das Mess- und Eichwesen Niedersachsen, die Niedersächsische Landesbehörde für Straßenbau und Verkehr und zwei Materialprüfanstalten des Landes Niedersachsen.

## Ministeriumsgebäude
Nach den zahlreichen Zerstörungen während der Luftangriffe auf Hannover im Zweiten Weltkrieg schrieb das Land Niedersachsen in den 1950er Jahren einen Architektenwettbewerb für einen Anbau an das historische Wangenheimpalais zur Nutzung als Ministeriumsgebäude aus. Der Architekt Paul Wolters erhielt für seinen in den Jahren von 1954 bis 1956 errichteten Anbau den 1. Preis.